# 2907 Nekrasov
2907 Nekrasov è un asteroide della fascia principale. Scoperto nel 1975, presenta un'orbita caratterizzata da un semiasse maggiore pari a 3,0174387 UA e da un'eccentricità di 0,0912511, inclinata di 10,20285° rispetto all'eclittica.